# Mario Melero López
Mario Melero López (Màlaga, Andalusia, 2 de juliol de 1979) és un àrbitre de futbol espanyol de la Primera Divisió d'Espanya. Pertany al Comitè d'Àrbitres d'Andalusia.

## Trajectòria
Aficionat a l'esport i al futbol des de petit, va començar la seva carrera arbitral dirigint partits escolars en l'IES Salvador Rueda de Màlaga. Va ingressar amb quinze anys en el Col·legi d'Àrbitres de Futbol de Màlaga, debutant al setembre de 1995 com a àrbitre assistent en un partit entre el CD Alhaurino contra el CD Mortadelo. En la següent jornada va debutar com a àrbitre principal en un partit en el camp del Seminari de Màlaga entre la AD Màlaga contra l'Escola de Futbol La Luz. 
Melero López és Llicenciat en Ciències de l'Activitat Física i l'Esport per la Universitat de Granada (2002), especialitzant-se en futbol. És també professor d'Educació Física. 
Va debutar el 6 de setembre de 2008 en Segona Divisió en un Hèrcules d'Alacant Club de Futbol contra el Rayo Vallecano de Madrid.
Després de sis temporades a Segona Divisió, on va dirigir 127 partits, aconsegueix l'ascens a Primera Divisió d'Espanya conjuntament amb el col·legiat basc Iñaki Vicandi Garrido i el col·legiat aragonès Santiago Jaime Latre.
Va debutar el 24 d'agost de 2014 a primera divisió en un Real Club Celta de Vigo contra el Getafe Club de Futbol (3-1).

## Temporades
| Categoria          | País    | Any       | Partits |
| ------------------ | ------- | --------- | ------- |
| Segona Divisió "B" | Espanya | 2002-2008 | 79      |
| Segona Divisió     | Espanya | 2008-2014 | 127     |
| Primera Divisió    | Espanya | 2014-     | 97      |

## Premis
- Trofeu Vicente Acebedo (1): 2014